# Preston Lea
Preston Lea (12 de novembro de 1841 - 4 de dezembro de 1916) foi um político norte-americano que foi governador do estado do Delaware, no período de 1905 a 1909, pelo Partido Republicano.